# Baron Tedder

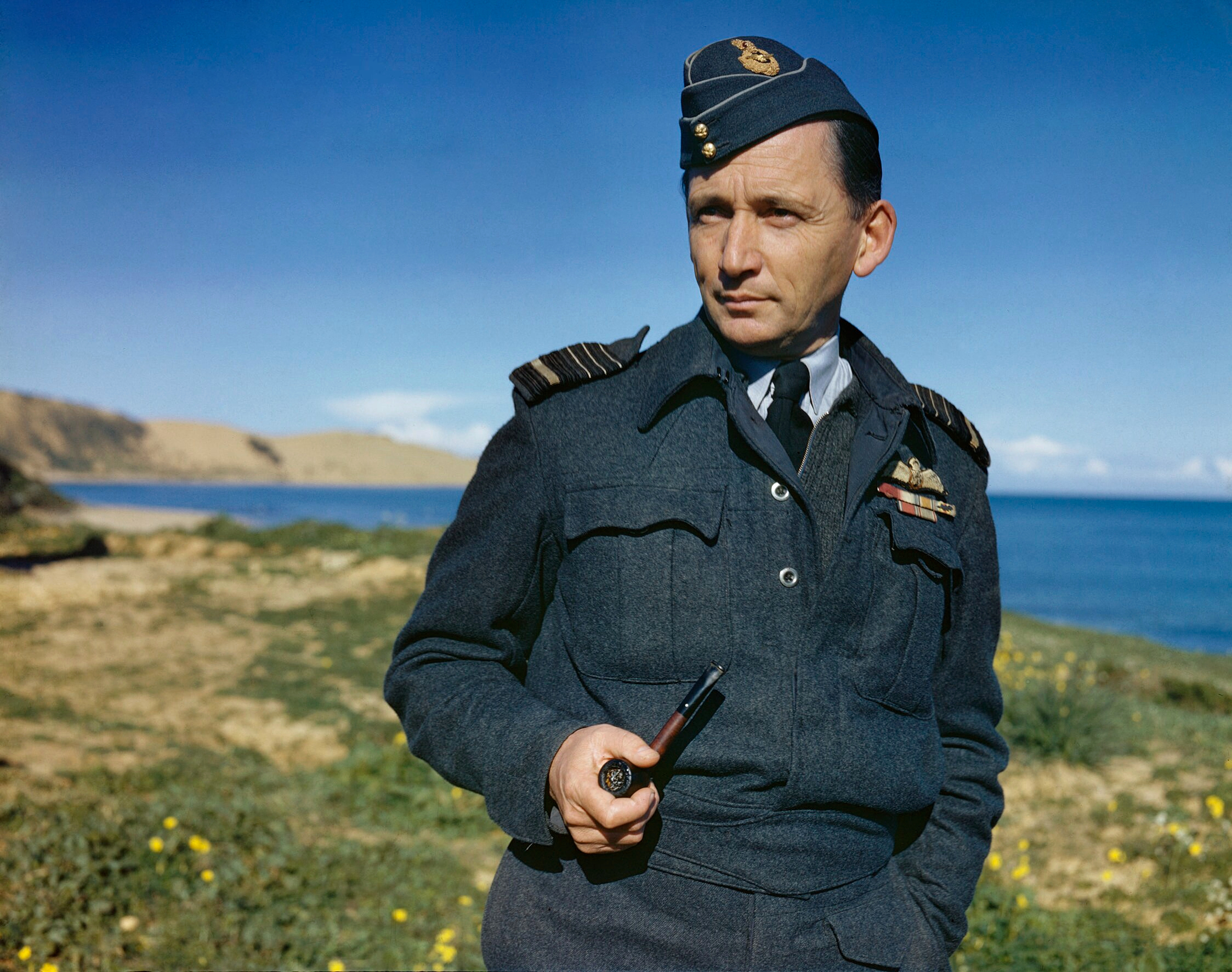
Arthur Tedder, 1. Baron Tedder

Baron Tedder, of Glenguin in the County of Stirling, ist ein erblicher britischer Adelstitel in der Peerage of the United Kingdom.

## Verleihung
Der Titel wurde am 23. Januar 1946 an den berühmten Marshal of the Royal Air Force Sir Arthur Tedder verliehen. Dieser hatte im Zweiten Weltkrieg zunächst im Mittelmeer als Oberbefehlshaber der Royal Air Force gedient und war dann zum Stellvertreter Eisenhowers bei der Invasion der Normandie ernannt worden. 

## Liste der Barone Tedder (1946)
- Arthur William Tedder, 1. Baron Tedder (1890–1967)
- John Tedder, 2. Baron Tedder (1926–1994)
- Robin Tedder, 3. Baron Tedder (* 1955)

Titelerbe (Heir apparent) ist der ältere Sohn des aktuellen Titelinhabers, Hon. Benjamin Tedder (* 1985).